# Principauté de Sanggau
1310
La principauté de Sanggau est un État princier d'Indonésie dans l'actuelle province de Kalimantan occidental, dans l'île de Bornéo. Ses princes portent le titre de Panembahan ("celui à qui on rend hommage") mais par le passé, certains ont pris celui de "sultan". Le prince actuel, Gusti Arman Surya Negara, ne porte que celui de Pangeran Ratu[C'est-à-dire ?].
Aujourd'hui, Sanggau est un kabupaten (département) de la province.

L'actuel kabupaten de Sanggau dans la province de Kalimantan occidental

## Histoire

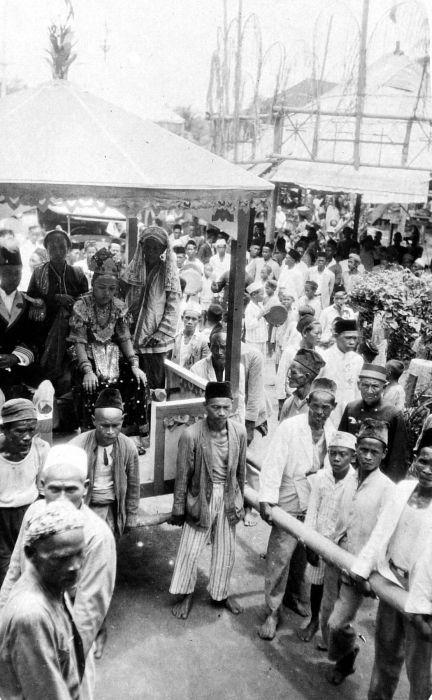
Mariage princier à Sanggau dans les années 1940

## Les souverains de Sanggau[1],[2]
1. Dara Nante (1310)
2. Dakkudak
3. Dayang Mas Ratna (1485-1528)
4. Nyai Sura (1528-1569)
5. Abang Gani, avec le titre de Pangeran Adipati Kusumanegara Gani (1569]-1614)
6. Abang Basun, avec le titre de Pangeran Mangkubumi Pakunegara (1614-1658)
7. Abang Bungsu, avec le titre de Sultan Mohammad Jamaluddin Kusumanegara (1658-1690)
8. Abang Kamaruddin, avec le titre de Sultan Akhmad Kamaruddin (1690-1722)
9. Panembahan Ratu Surya Negara, avec le titre de Sultan Zainuddin (1722-1741)
10. Abang Tabrani, avec le titre de Pangeran Ratu Surya Negara (1741-1762)
11. Panembahan Mohammad Thahirl Surya Negara (1762-1785)
12. Pangeran Usman, avec le titre de Panembahan Usman Paku Negara (1785-1812)
13. Panembahan Mohammad Ali Surya Negara (1812-1823)
14. Sultan Ayub Paku Negara (1812-1828)
15. Panembahan Mohammad Kusuma Negara (1812-1860)
16. Panembahan Mohammad Thahir II (1860-1876)
17. Panembahan Haji Sulaiman Paku Negara (1876-1908)
18. Panembahan Gusti Mohammad Ali Surya Negara (1808-1915)
19. Pangeran Gusti Mohammad Said Paku Negara (1915-1921)
20. Panembahan Thahir Surya Negara (1921-1941)
21. Gusti Mohammad Arif (1941-1942)
22. Ade Marhaban Saleh (1942-1944)
23. Panembahan Gusti Ali Akbar (1944-1945)
24. Panembahan Gusti Mohammad Taufik Surya Negara (1945)
25. Pangeran Ratu Gusti Arman Surya Negara (depuis 2009)